# Сулев Канніке
Сулев Канніке (ест. Sulev Kannike, * 9 грудня 1953) — естонський дипломат, адвокат. Надзвичайний і Повноважний Посол Естонської Республіки в Україні.

## Біографія
Народився 9 грудня 1953 року. У 1978 році закінчив Тартуський університет, юридичний факультет.
У 1999—2003 рр. — Надзвичайний і Повноважний Посол Естонської Республіки в Бельгії та Люксембурзі, а також представник у НАТО.
У 2003—2005 рр. — заступник Міністра оборони Естонії.
У 2006—2012 рр. — Постійний представник Естонії в Раді Європи.
З 2012 — Надзвичайний і Повноважний Посол Естонської Республіки в Києві.

## Нагороди та відзнаки
- Орден Білої зірки III ступеня (2004).